# 思美科
思美科或斯麦格（意大利语：Smeg，全称Smalterie Metallurgiche Emiliane Guastalla）是一家意大利家电制造商。总部位于意大利雷焦艾米利亚瓜斯塔拉。而工厂分别位于瓜斯塔拉、米兰、都灵、基耶蒂、博费拉罗和深圳。

## 历史
该公司由维托里奥·贝塔佐尼 (意大利语：Vittorio Bertazzoni) 于1948年创立于瓜斯塔拉，最初是一家搪瓷和金属加工公司。20 世纪 50 年代，该公司凭借金属加工背景生产了第一批烹饪用具。
1956 年，该公司推出了“Elisabeth”，这是首批配备自动点火、烤箱安全阀和烹饪编程器的燃气灶之一。
20世纪60年代，Smeg 推出了其第一台洗衣机 Leda，随后又推出了 60 厘米大型Niagara洗碗机，可容纳14套餐具。
1971年，该公司开始生产嵌入式炉灶和烤箱。